# Madstock! (album)
Madstock! – pierwsza oficjalna płyta koncertowa brytyjskiego zespołu ska – pop rockowego Madness. Nagrania dokonano podczas festiwalu Madstock który odbył się 8 i 9 sierpnia 1992 roku w londyńskim Finsbury Park. Jest to zapis pierwszego od 1984 roku koncertu w oryginalnym siedmioosobowym składzie, a zarazem pierwszego koncertu od rozpadu zespołu w 1986 roku.
Album promował wydany na singlu cover utworu Jimmy’ego Cliffa „The Harder They Come”.
Producentami płyty byli Clive Langer i Alan Winstanley a wydawcą firma Go! Disck. Album zajął 22 miejsce na brytyjskiej liście sprzedaży UK Albums Chart.

## Spis utworów
1. „One Step Beyond” (Campbell) – 3:29
2. „The Prince” (Thompson) – 2:32
3. „Embarrassment” (Thompson / McPherson) – 3:17
4. „My Girl” (Barson) – 2:57
5. „Sun and the Rain” (Barson) – 3:24
6. „Grey Day” (Barson) – 4:59
7. „It Must Be Love” (Labi Siffre) – 3:38
8. „Shut Up” (McPherson / Foreman) – 3:28
9. „Driving in My Car” (Barson) – 3:22
10. „Bed & Breakfast Man” (Barson) – 2:28
11. „Close Escape” (Thompson / Foreman) – 2:52
12. „Wings of a Dove” (McPherson / Smyth) – 3:16
13. „Our House” (Foreman / Smyth) – 3:31
14. „Night Boat to Cairo” (McPherson / Smyth) – 3:43
15. „Madness” (Campbell) – 3:10
16. „House of Fun” (Thompson / Barson) – 2:52
17. „Baggy Trousers” (McPherson / Foreman) – 2:38
18. „Harder They Come” (Jimmy Cliff) – 5:44

## Single z albumu
- „The Harder They Come” (1992) UK # 44[4]

## Muzycy
- Graham „Suggs” McPherson – wokal
- Mike „Monsieur Barso” Barson – keyboard
- Chris „Chrissie Boy” Foreman – gitara
- Mark „Bedders” Bedford – gitara basowa
- Lee „Kix” Thompson – saksofon
- Dan Woodgate (Woody) – perkusja, instrumenty perkusyjne
- Cathal Smyth (Chas Smash) – drugi wokal, trąbka